# Lehola
Lehola is een plaats in de Estlandse gemeente Lääne-Harju, provincie Harjumaa. De plaats heeft de status van dorp (Estisch: küla).
Tot in oktober 2017 behoorde Lehola tot de gemeente Keila vald. In die maand ging Keila vald op in de fusiegemeente Lääne-Harju.

## Bevolking
Het dorp had 445 inwoners op 31 december 2011 en 405 inwoners op 31 december 2021.

## Ligging
Bij Lehola komt de secundaire weg Tugimaantee 18 uit op de secundaire weg Tugimaantee 17.